# Аль-Хардини, Ниматтулла Кассаб
Ниматтулла Кассаб Аль-Хардини (араб. نعمة الله كساب الحرديني‎, 1808[…], Ливан — 14 декабря 1858, Кфифане, Северный Ливан) — святой Римско-Католической Церкви, священник, монах Маронитской Церкви.

## Биография
Юсеф Кассаб родился в 1808 году в Хардине, центральный Ливан. С 1816 по 1822 года посещал начальную школу. В 1828 году поступил в семинарию маронитского монастыря Святого Антония. В 1830 году принял монашеские обеты и монашеское имя Ниматтулла. 25 декабря 1833 года рукоположён в священники. Преподавал теологические дисциплины в семинарии. Среди его учеников был святой Махлуф Шарбель. В духовной жизни уделял значительное внимание почитанию Святой Евхаристии, Пресвятой Деве Марии и молитве Святого Розария.
Умер от пневмонии 14 декабря 1858 года в монастыре Святого Киприана в городе Кфифане, Ливан.

## Прославление
10 мая 1998 года был причислен к лику блаженных римским папой Иоанном Павлом II, им же 16 мая 2004 года был причислен к лику святых.
День памяти в католической Церкви — 14 декабря.